# Donja Bela Reka (Nova Varoš)
Donja Bela Reka (Servisch cyrillisch Доња Бела Река) is een plaats in de Servische gemeente Nova Varoš. De plaats telt 287 inwoners (2002).